# Гавриш Наталія Василівна
Ната́лія Васи́лівна Га́вриш (нар. 4 червня 1959, м. Краматорськ, УРСР, СРСР) — педагог, доктор педагогічних наук (2002), професор (2004), провідний науковий співробітник Державного музею іграшки.

## Біографія
Народилася 4 червня 1959 року в місті Краматорську Донецької області у родині службовців, Василя Федотовича та Лідії Іванівни Мікуліних.

### Навчання
- З 1974 по 1977 — навчалась в Артемівському педагогічному училищі, у грудні 1977 року закінчила з відзнакою.
- У 1978 — вступила на педагогічний факультет Слов'янського державного педагогічного інституту, у 1982 році закінчила з відзнакою.
- З 1988 по 1991 — навчалася в аспірантурі Науково-дослідного інституту АПН СРСР,
  - у листопаді 1991 року захистила кандидатську дисертацію на тему «Развитие образности речи старших дошкольников в процессе обучения родному языку».
- З 1998 по 2001 — навчалася в докторантурі в Південноукраїнському держаному педагогічному університеті імені К. Д. Ушинського,
  - у квітні 2002 року захистила докторську дисертацію на тему «Розвиток мовленнєвотворчої діяльності в дошкільному дитинстві».

### Кар'єра
- У 1977—1978 — вихователь дошкільного закладу № 10 м. Костянтинівки Донецької області.
- У 1982—1984 — вчитель нульового класу середньої школи с. Бердянське Першотравневого району Донецької області.
- З 1984 по 2003 рік працювала на кафедрі дошкільної освіти Слов'янського держаного педагогічного університету на посадах асистента, старшого викладача, доцента (вчене звання одержала в 1994 році).
- У 2003 році очолила кафедру дошкільної та початкової освіти в Луганському національному університеті імені Т. Г. Шевченка.
- У 2015 році переїхала до Києва (через початок бойових дій) й почала працювати в Педагогічному інституті Київського університету імені Б.Грінченка — завідувач кафедри дошкільної освіти.
- Водночас з грудня 2014 року — провідний науковий співробітник лабораторії дошкільної освіти і виховання ІПВ НАПН.
- З вересня 2016 року до липня 2021 — працювала професором кафедри психології та педагогіки дошкільної освіти Переяслав-Хмельницького державного університету імені Г. Сковороди.
- З 2018 року і по теперішній час за сумісництвом працює на посаді провідного наукового співробітника Державного музею іграшки.
- З вересня 2023 року працює посаді професора кафедри загальної педагогіки та дошкільної освіти Волинського національного університету імені Лесі Українки.[2]

## Наукова та освітня діяльність
Н. В. Гавриш є головою науково-методичної комісії з дошкільної освіти МОН України, членом Науково-методичної ради з дошкільної освіти МОН України, членом редколегій Всеукраїнських журналів «Дошкільне виховання», «Вихователь-методист», «Методична скарбничка вихователя», членом редколегії наукових видань «Гуманізація освітнього процесу», збірник наукових праць Донбаського держаного педагогічного університету, науково-методичного журналу «Мистецтво і освіта», «Теоретико-методичні проблеми виховання дітей та учнівської молоді» ІПВ НАПН України, була членом експертної ради з педагогічних наук ВАК України.
Є автором понад 370 наукових та науково-методичних праць, підручників і посібників для дошкільної, початкової, вищої педагогічної освіти, серед яких рекомендовані МОН України.
За період 2001—2022 років під керівництвом Н. В. Гавриш було підготовлено і захищено 5 докторських та 35 кандидатських дисертації.
Протягом багатьох років паралельно з викладанням Н. В. Гавриш співпрацювала із закладами дошкільної освіти, апробовуючи в безпосередній роботі з дошкільниками інноваційні технології організації освітнього процесу в ЗДО.
Н. В. Гавриш брала участь у розробці нормативно-правових документів з дошкільної освіти, у тому числі — Державних стандартів дошкільної освіти (2012 та 2021 років), Концепції розвитку, освіти і виховання дітей раннього і дошкільного віку (2020), Професійних стандартів вихователя та керівника ЗДО; є співавтором кількох комплексних освітніх («Дитина в дошкільні роки», «Я у світі», «Впевнений старт») та парціальних («Дошкільнятам — освіта для сталого розвитку», «Моя країна — Україна», «Лідер живе в кожному») програм для закладів дошкільної освіти.
Наукові інтереси: актуальні проблеми дошкільної педагогіки, питання організації освітнього процесу в ЗДО, професійної підготовки фахівців з дошкільної та початкової освіти, соціалізація дошкільнят, дошкільна лінгводидактика.
Авторка підручників з української мови для учнів початкової школи. Співавторка Маркотенко Т. С. — кандидат педагогічних наук (2011), доцент кафедри філологічних дисциплін Луганського національного університету ім. Т. Г. Шевченка, член-кореспондент Міжнародної академії наук педагогічної освіти, репетитор української мови та літератури.

## Основні праці
За ЕСУ:
- Художнє слово і дитяче мовлення: Метод. посіб. Д. (1999);
- Розвиток мовленнєвої творчості в дошкільному віці. Д. (2001);
- Дошкільна лінгводидактика: Підруч. К. (2005) (співавтор);
- Організація художньо-мовленнєвої діяльності дітей: Підруч. К. (2005) (співавтор).[1]

## Нагороди
- 1998 року — Нагрудний знак «Відмінник освіти України»
- 2006 року — Знак «Софія Русова»
- 2010 року — Знак «Ушинський К. Д.»
- 2013 року — Медаль «Григорій Сковорода»[7]
- Почесні грамоти та подяки[2]